# 9e armée (Italie)
Pour les articles homonymes, voir 9e armée.
La 9e armée italienne (en italien: 9ª Armata) était une grande unité de l'armée royale italienne (Regio Esercito) de la Seconde Guerre mondiale qui avait été formée à la fin de la Première Guerre mondiale.

## Première guerre mondiale
Le Commandement de la 9e armée fut établi le 1er juin 1918 à Montagnana dans la province de Padoue, pour être transformé du Commandement de la 5ème Armée. La 9e armée, sous le commandement du lieutenant général (Tenente generale in comando di armata) Paolo Morrone, ne participait pas directement aux opérations mais avait toujours des fonctions de réserve à la disposition du Commandement Suprême (Comando supremo).
Enfin, le 15 février 1919, le commandement de la 9e armée est transformé au commandement 8e armée, transformé le 1er août en Comando Regie truppe Venezia Giulia, et dissous le 31 décembre 1919.

### Commandants
Commandement de la 9ème armée (1918)
| Grade            | Nom!          | De            | Au              |
| ---------------- | ------------- | ------------- | --------------- |
| Tenente generale | Paolo Morrone | 1er juin 1918 | 15 février 1919 |

### Ordre de batailles
- 1er juin 1918
  - XIIe, XXIIe, XXVe et XXVIe corps d'armée
- 16 juin 1918
  - XIIe corps d'armée, corps d'assaut et 4e division de cavalerie.
- 15 juillet 1918
  - XIIe, XXIIIe, XXVe corps d'armée et Corps d'assaut
- 15 août 1918
  - XIIe, XXIIIe corps d'armée, corps d'assaut et 332e Régiment d'infanterie US
- 21 septembre 1918
  - XXIIIe, XXXe corps d'armée, Sturmkorps et 332e régiment d'infanterie US
- 9 octobre 1918
  - XVIIIe, XXIIIe corps d'Armée et Corps d'Assaut, 23e division d'infanterie français, 22e division d'infanterie, 6e division d'infanterie tchèque.
- 28 octobre 1918 
  - XIVe et XXIIIe corps d'armée

Source Ministero della Guerra

## Seconde Guerre mondiale
La 9e armée est reconstituée le 9 novembre 1940 à Pogradec, en Albanie, par transformation du Commandement de l'Armée du Pô en encadrant le XXVIe corps d'armée, déjà dans la zone supérieure du Devoll, et le IIIe corps d'armée venant d'Italie. Les deux unités assument un déploiement défensif dans le secteur nord de la frontière gréco-albanaise, entre le lac Prespa et Ersekë, protégeant la plaine de la Korçë. Quelques divisions du IIIe corps d'armée sont déployées sur la rive ouest du lac Ohrid et au nord de celui-ci, avec pour mission de surveiller la frontière albano-yougoslave. Dans les premiers jours de novembre, les Grecs attaquent à l'extrême nord du secteur de la 9e armée, où bien qu'ils parviennent à attaquer la ligne près de Bilisht, sur le lac Prespa, ils sont contenus par les forces italiennes. Le 13 du même mois, de nouvelles attaques répétées sont menées par l'armée grecque avec une véhémence particulière sur tout le front de la 9e armée ; les pénétrations de l'armée grecque sur les flancs du massif de Morova, situé au centre du déploiement, et à Ersekë, position de soudure avec la 11e armée, obligent les unités italiennes à abandonner la plaine de Coriza et à s'établir sur une ligne plus reculée. Le 24 novembre, une violente attaque de l'armée grecque en direction du lac d'Ohrid permet aux Grecs, après une lutte de quatre jours, de s'emparer de la ville de Pogradec. Le 8 décembre, le déploiement de la 9e armée occupe une bande située entre la rive occidentale du lac d'Ohrid et le massif de Tomori, et les efforts déployés par les Grecs le long de la vallée de Devoll et de la vallée de Tomorizza pour ouvrir une voie vers Elbasan sont vains.
Après une activité hivernale réduite, les combats reprennent avec véhémence en mars 1941, notamment du 4 au 18 mars, avec la perte et la reprise de nombreuses positions. À partir du 30 mars, la 9e armée a pris en charge la défense de la frontière albano-yougoslave dans le secteur protégeant la plaine de Shkodra. Après le début des hostilités contre la Yougoslavie, des unités de la 9e armée se sont placées sur la ligne frontalière et ont commencé à avancer en territoire yougoslave à partir du 10 avril, selon deux axes de pénétration, l'un sur Dibër et l'autre vers Struga, occupant les deux localités le 12 avril. Après l'armistice demandé par la Yougoslavie le 18 avril, les unités qui avaient participé aux opérations ont été engagées dans des activités de ratissage et de garnison. Les unités de la 9e armée engagées sur le front gréco-albanais passent à l'offensive le 13 avril, occupant Korça le 15 avril après des combats répétés. À partir du 16 avril, l'ensemble du front converge vers l'est et la 9e armée réoccupe Ersekë le 17 avril, atteignant la frontière gréco-albanaise depuis la région des lacs de Pindus. À partir du 1er juillet 1941, la 9e armée, ayant élargi ses tâches et ses fonctions, change de nom pour devenir le "Quartier Général Supérieur des Forces Armées Albanaises" (Comando Superiore Forze Armate Albania), cédant les IIIe et XXVIe corps d'armée à la 11e armée et recevant en échange les IVe et XIVe corps d'armée, assumant à son tour la tâche de défendre le territoire albanais, le sud de la Dalmatie, jusqu'au cours des rivières Neretva, Kosovan et Dibrano. Le 1er décembre, le XIVe corps d'armée quitte la 9e armée, devenant autonome et se voit confier la garnison du Monténégro. En échange du XIVe corps d'armée, la 9e armée reçoit le XXVe corps d'armée, assumant également la juridiction sur les forces stationnées dans les îles ioniennes de Corfou, Santa-Maura, Céphalonie et Zante.
À partir de février 1942, le contrôle des îles Ioniennes est transféré à la 11e armée ; tout au long de l'année 1942, le Commandement supérieur des forces armées d'Albanie poursuit l'activité de coordination de la défense territoriale et côtière de l'Albanie.
Le 1er juin 1943, le Commandement des forces supérieures d'Albanie reprend le nom de 9e armée, ses unités accomplissant leurs tâches respectives de défense et de garnison jusqu'en septembre. Le 19 septembre 1943, à la suite des événements provoqués par l'armistice du 8 septembre 1943 (armistice de Cassibile), le commandement de la 9e armée est dissous.

### Commandants
Commandement de la 9e armée (1940-1941) 9ª Armata (1940-1941)
| Grade                       | Nom!                     | De              | Au               |
| --------------------------- | ------------------------ | --------------- | ---------------- |
| Generale designato d'armata | Mario Vercellino         | 9 novembre 1940 | 15 février 1941  |
| Generale d'armata           | Alessandro Pirzio Biroli | 16 février 1941 | 1er juillet 1941 |

Commandement supérieur FF.AA. Albanie
| Grade                      | Nom!                     | De                | Au                |
| -------------------------- | ------------------------ | ----------------- | ----------------- |
| Generale d'armata          | Alessandro Pirzio Biroli | 1er juillet 1941  | 1er décembre 1941 |
| Generale di corpo d'armata | Camillo Mercalli         | 1er décembre 1941 | 1er octobre 1942  |
| Generale d'armata          | Lorenzo Dalmazzo         | 1er octobre 1942  | 1er juin 1943     |

Commandement de la 9e armée (1943)
| Grade             | Nom!             | De            | Au               |
| ----------------- | ---------------- | ------------- | ---------------- |
| Generale d'armata | Lorenzo Dalmazzo | 1er juin 1943 | 8 septembre 1943 |

### Ordre de batailles
- 16 novembre 1940 au 29 mai 1941
  - IIIe, XXVIe corps d'armée et colonne d'attaque Debar (11 avril 1941)
- 30 mai 1941 au 4 juillet 1941
  - IVe, XIVe corps d'armée et corps alpin
- du 1er juin 1943 au 31 juillet 1943
  - IVe, XIVe et XXVe corps d'armée
- du 1er août 1943
  - IVe, VIe, XIVe et XXVe corps d'armée
- 8 septembre 1943
  - IVe et XXVe corps d'armée

Source Ministero della Guerra

## Source
- (it) Cet article est partiellement ou en totalité issu de l’article de Wikipédia en italien intitulé « 9ª Armata (Regio Esercito) » (voir la liste des auteurs).